# Richard Yule
Richard Yule (* 1950 in Aberdeen) ist ein schottischer Tischtennisspieler und -trainer. In den 1970er und 1980er Jahren nahm er an sechs Weltmeisterschaften und sieben Europameisterschaften teil.

## Werdegang
Im Alter von acht Jahren begann Richard Yule mit dem Tischtennissport. Er gewann 24 Titel bei den Nationalen Meisterschaft von Schottland, acht im Einzel (1971, 1972, 1975 bis 1980), neun im Doppel (1972, 1974, 1975 bis 1978, 1980, 1981, 1985) und sieben im Mixed (1975 bis 1980, 1982).
Von 1973 bis 1985 wurde er für sechs Weltmeisterschaften und sieben Europameisterschaften nominiert, kam dabei jedoch nie in die Nähe von Medaillenrängen. Sechsmal nahm er an den Commonwealth Meisterschaften teil, wo er 1973 im Einzel das Halbfinale erreichte.
Mitte der 1970er Jahre spielte er beim französischen Verein AS Messine Paris.
1985 beendete Richard Yule seine Laufbahn als Leistungssportler. Danach arbeitete er als Trainer. Zunächst wurde er Nationaltrainer in Schottland und Irland, später wirkte er in Belgien. 1995 wurde er Geschäftsführer (CEO) des Englischen Tischtennisverbandes ETTA.
Wegen seiner Verdienste für das schottische Tischtennis wurde Richard Yule 1989 mit dem Harry Baxter Award ausgezeichnet. Der Weltverband ITTF verlieh ihm 2013 den ITTF Merit Award.

## Privat
1971 begann Richard Yule ein Sprachenstudium, zunächst an der Universität in Edinburgh, dann in Sorbonne in Paris. 

## Turnierergebnisse
| Verband | Veranstaltung            | Jahr | Ort        | Land | Einzel     | Doppel    | Mixed        | Team |
| ------- | ------------------------ | ---- | ---------- | ---- | ---------- | --------- | ------------ | ---- |
| SCO     | Commonwealth Meistersch. | 1973 | Cardiff    | WAL  | Halbfinale |           |              |      |
| SCO     | Weltmeisterschaft        | 1985 | Göteborg   | SWE  | letzte 128 | Qual      | keine Teiln. | 33   |
| SCO     | Weltmeisterschaft        | 1983 | Tokio      | JPN  | letzte 128 | Qual      | Qual         | 25   |
| SCO     | Weltmeisterschaft        | 1981 | Novi Sad   | YUG  | letzte 128 | letzte 64 | Qual         | 33   |
| SCO     | Weltmeisterschaft        | 1979 | Pyongyang  | PRK  | letzte 64  | letzte 64 | keine Teiln. | 31   |
| SCO     | Weltmeisterschaft        | 1977 | Birmingham | ENG  | letzte 128 | letzte 64 | letzte 64    | 28   |
| SCO     | Weltmeisterschaft        | 1973 | Sarajevo   | YUG  | letzte 128 | letzte 64 | Qual         | 34   |